# Leben des heiligen Fiacrius (Le Faouët)

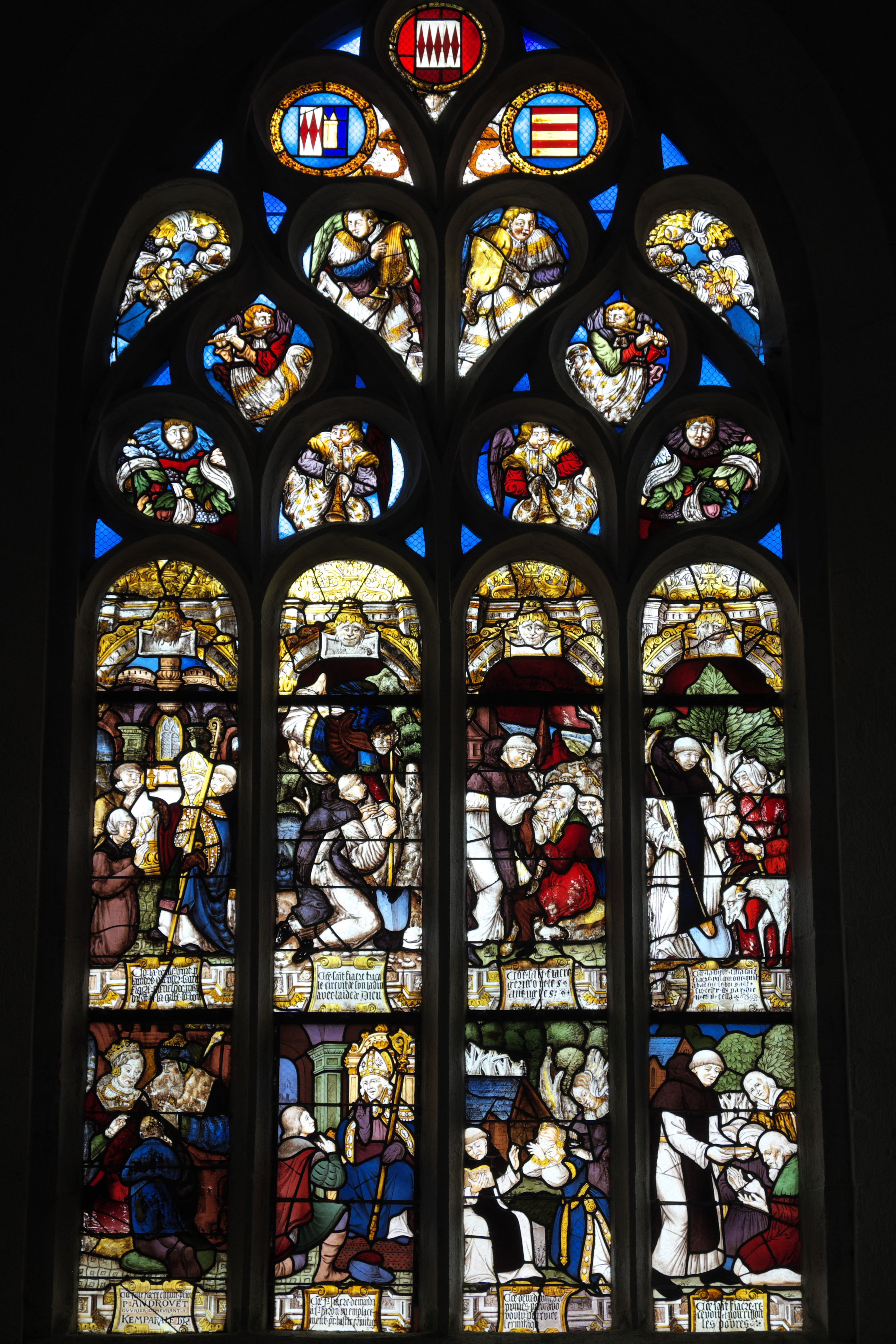
Fenster Leben des heiligen Fiacrius in Le Faouët

Das Fenster Leben des heiligen Fiacrius in der katholischen Kapelle St-Fiacre in Le Faouët, einer französischen Gemeinde im Département Morbihan in der Region Bretagne, wurde Mitte des 16. Jahrhunderts geschaffen. Das Bleiglasfenster wurde 1862 als Monument historique in die Liste der Baudenkmäler in Frankreich aufgenommen.
Das Fenster im Querhaus wurde von Pierre Androuet aus Quimperlé geschaffen. Es zeigt das Leben des heiligen Fiacrius, des Schutzheiligen der Gärtner, Kutscher und Taxifahrer. Seine Attribute sind Schaufel und Spaten.
Neben dem Fenster Leben des heiligen Fiacrius sind noch vier weitere Fenster aus der Zeit der Renaissance in der Kirche erhalten (siehe Navigationsleiste).

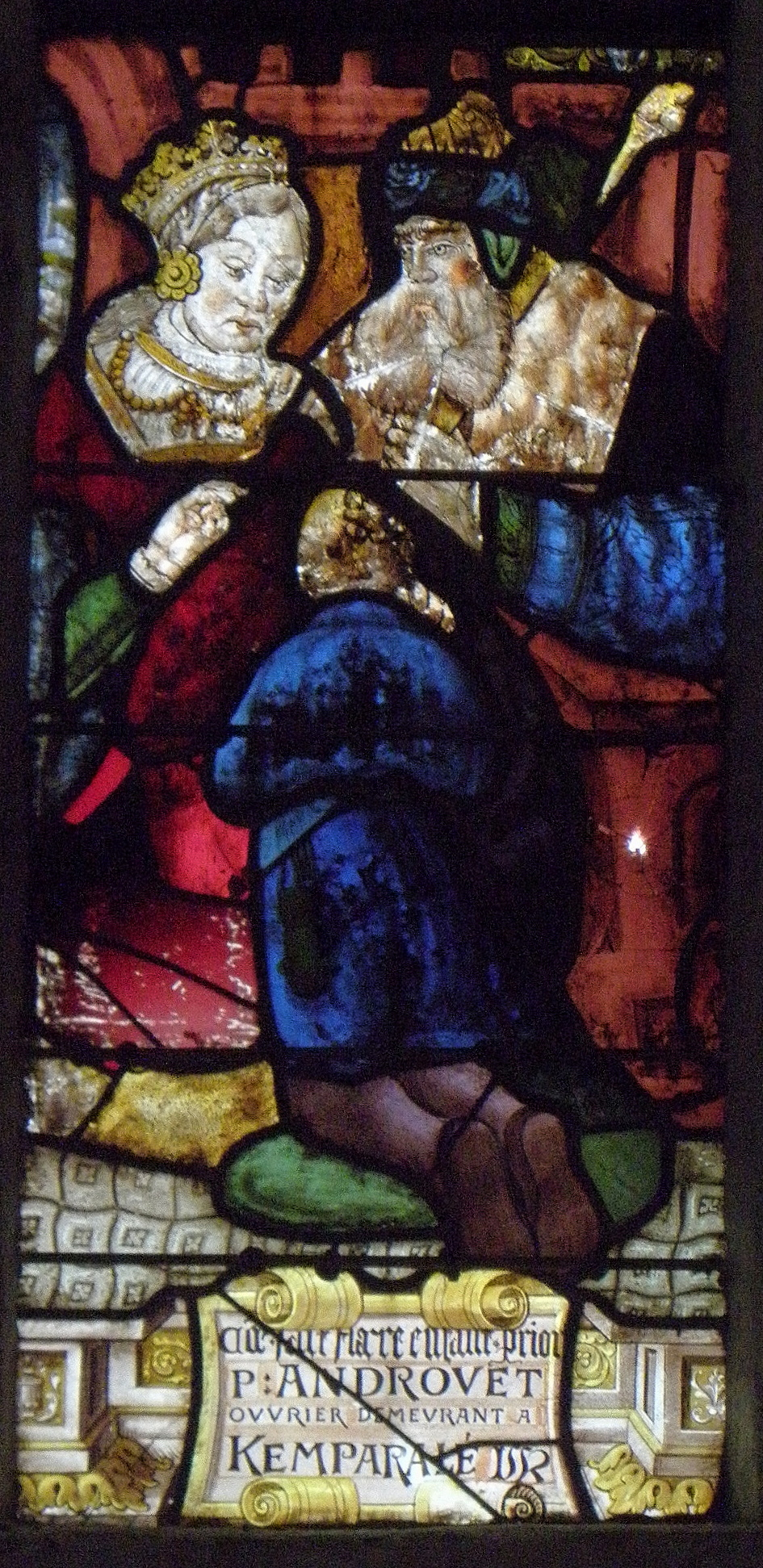
Fiacrius betet kniend vor seinen Eltern (König und Königin von Irland), restaurierte Inschrift mit der Jahreszahl 1552
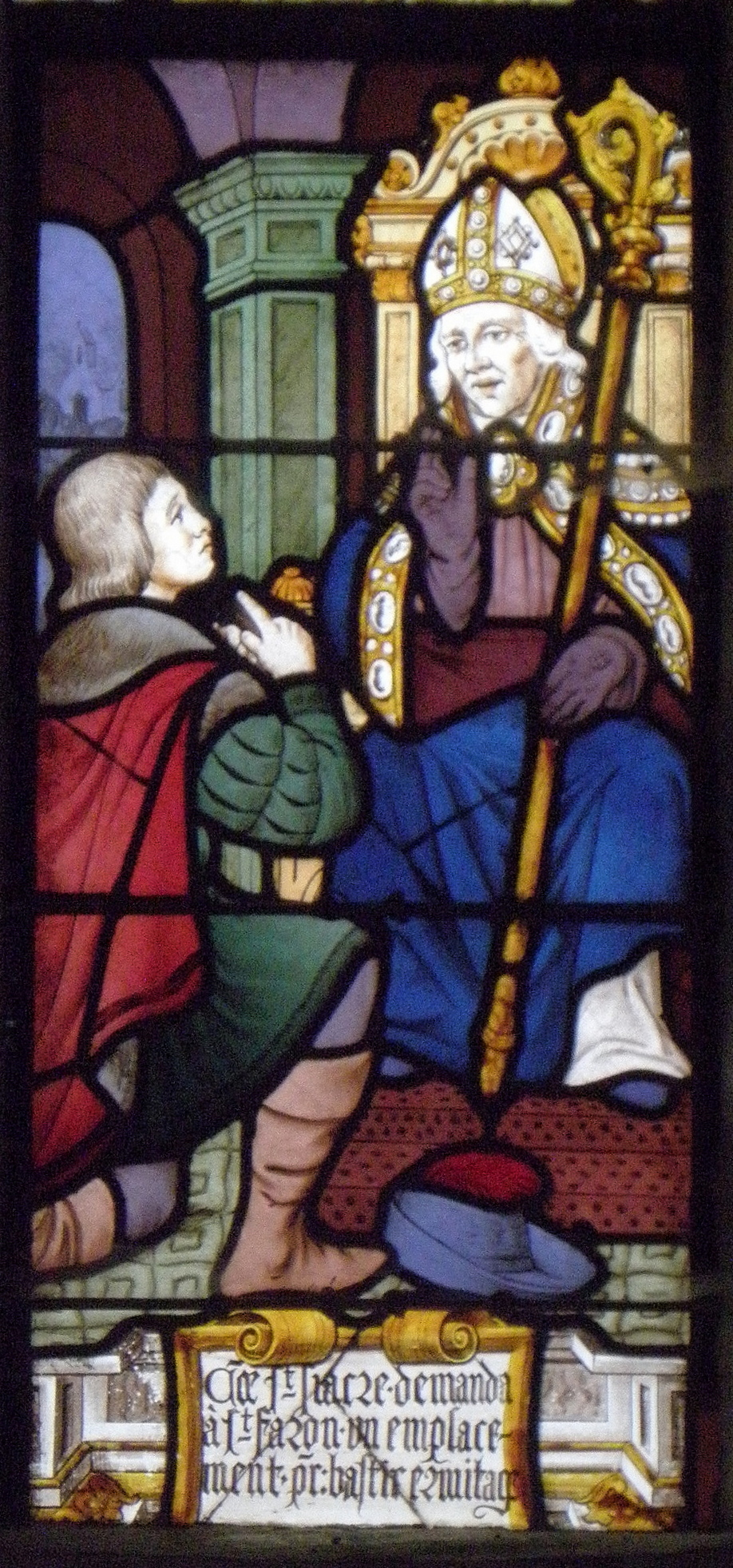
Fiacrius bittet den heiligen Faron, Bischof von Meaux, um einen Platz für seine Einsiedelei
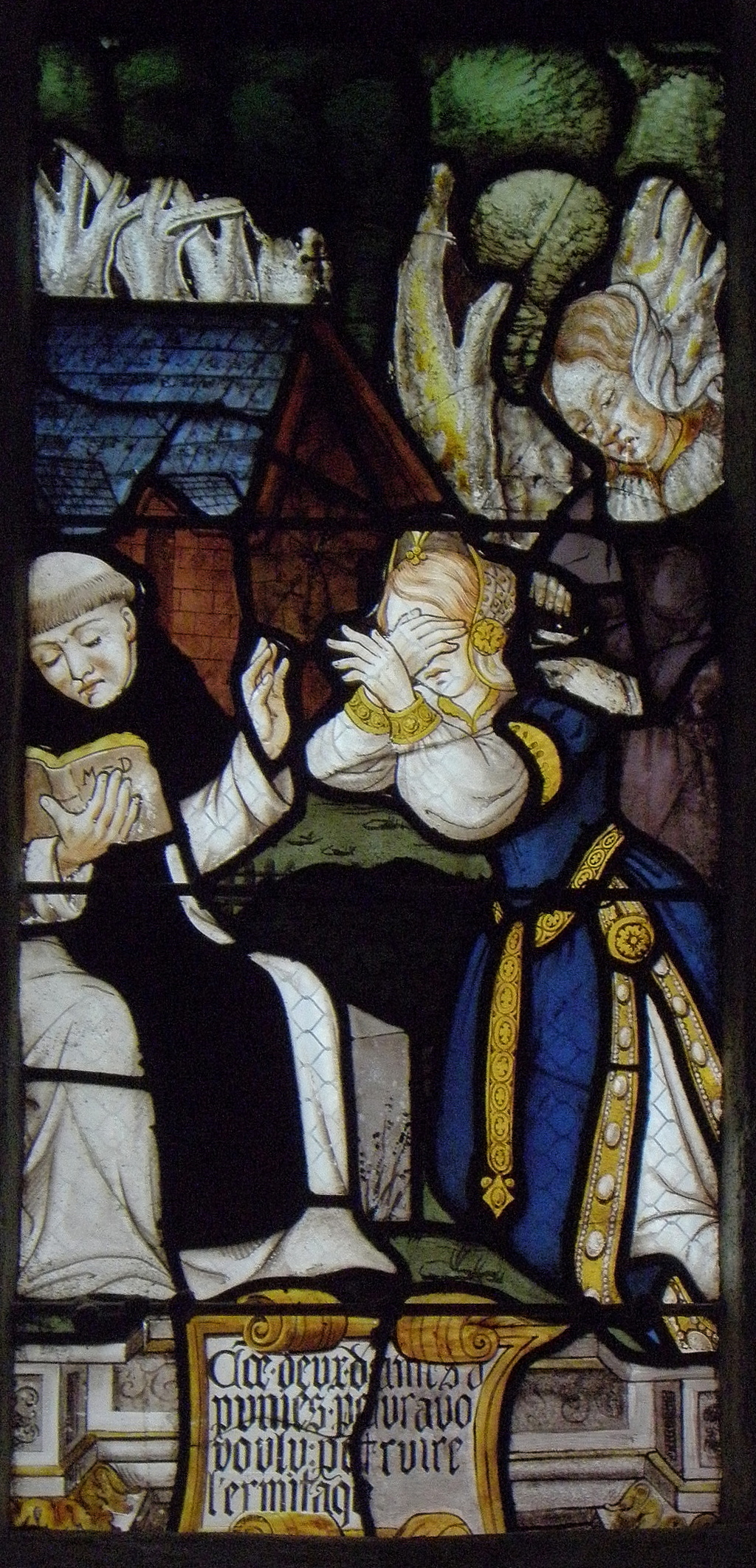
Zwei Frauen versuchen Fiacrius in seiner Einsiedelei zu stören

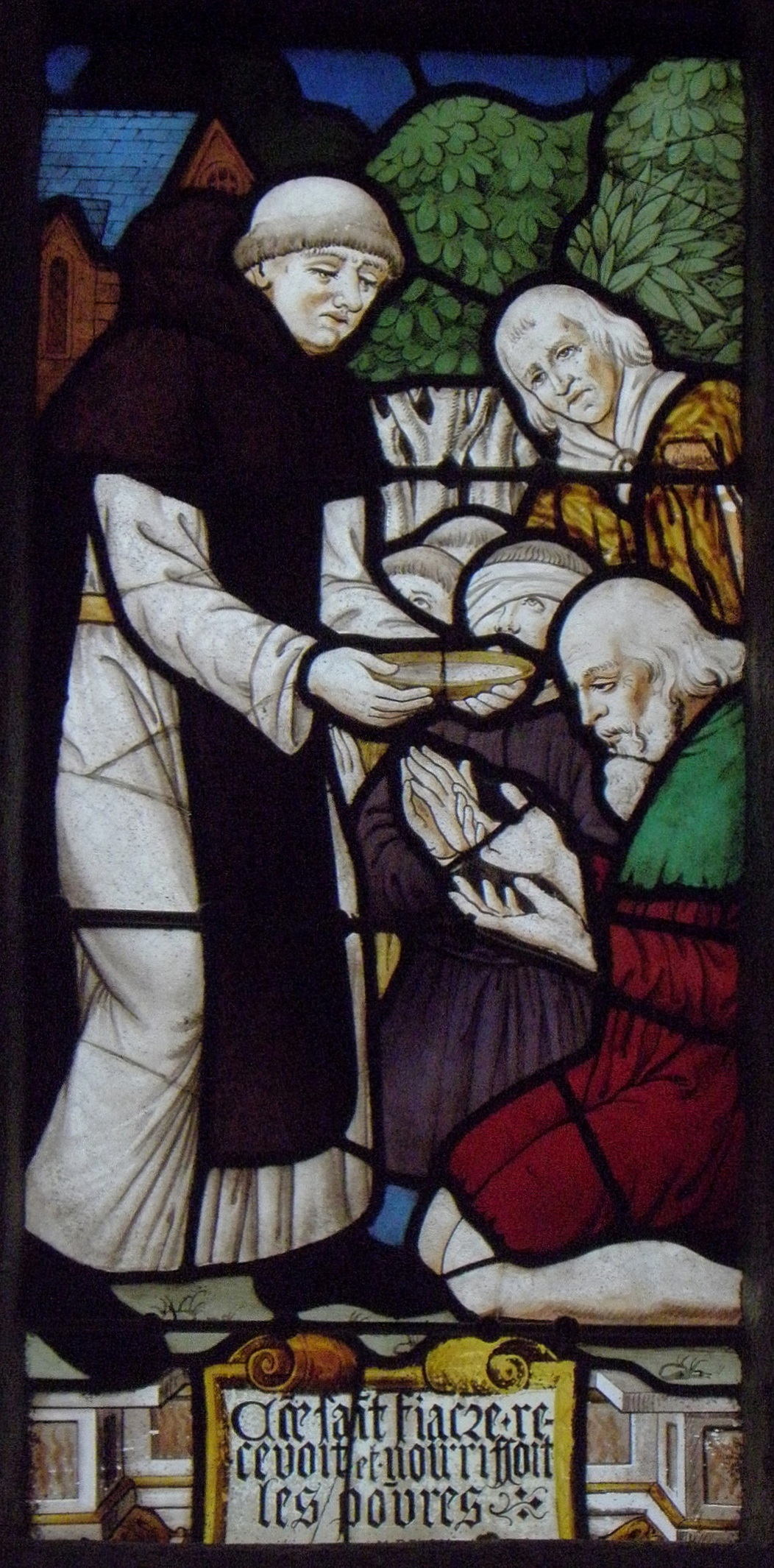
Fiacrius verteilt Lebensmittel an die Armen
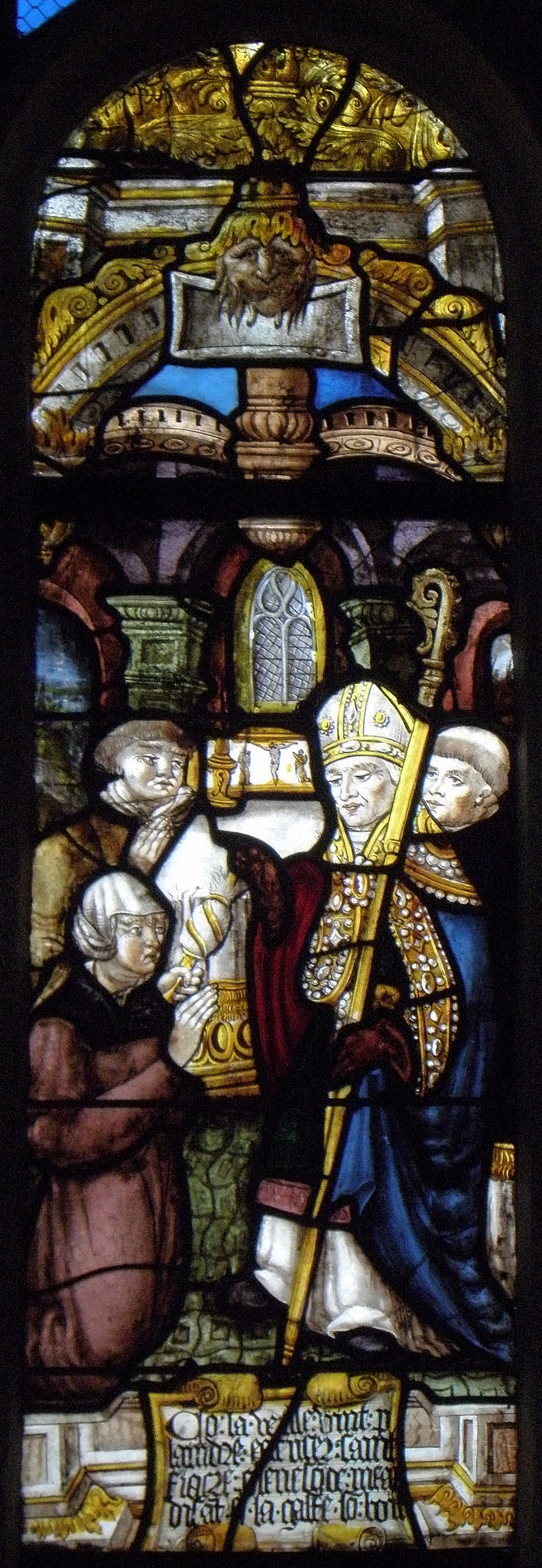
Becnaude klagt Fiacrius beim Bischof von Meaux an
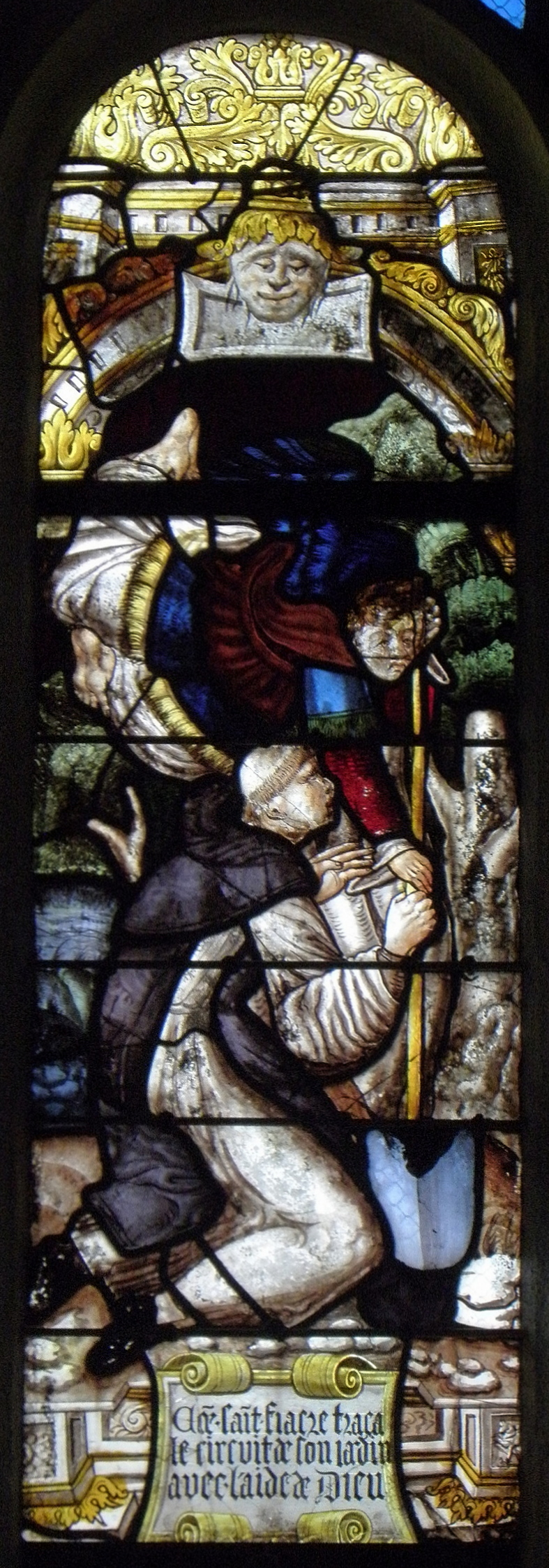
Fiacrius umgrenzt seinen Garten mit Hilfe eines Engels

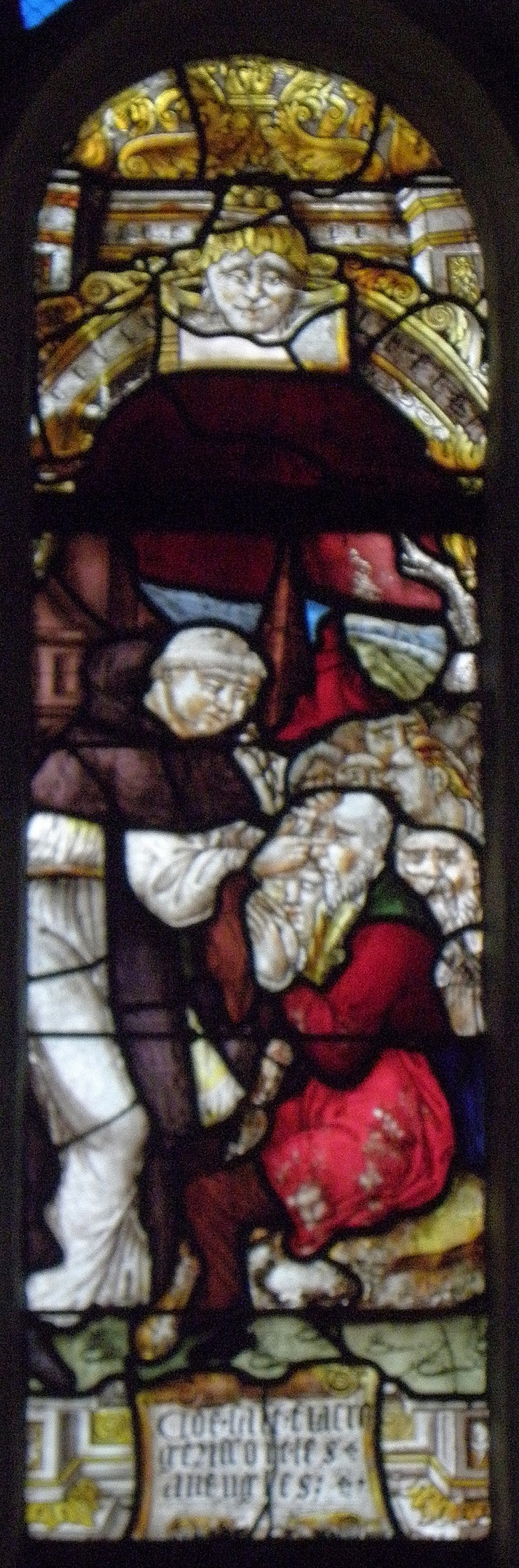
Fiacrius heilt die Blinden
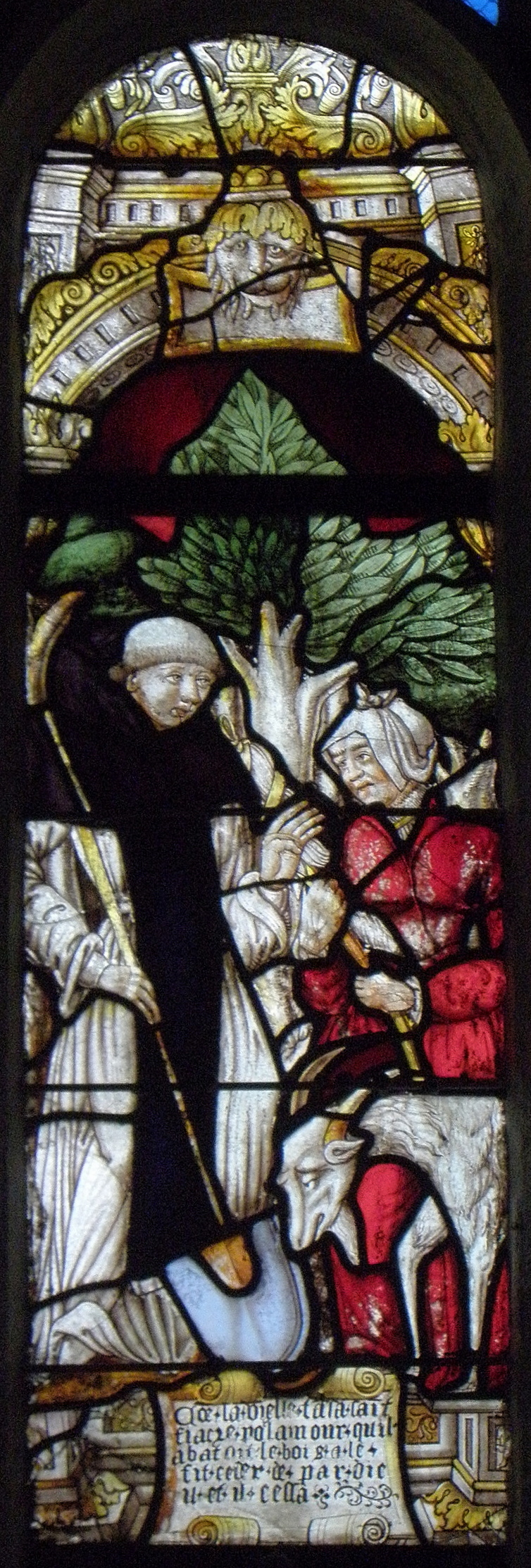
Fiacrius spricht mit Becnaude
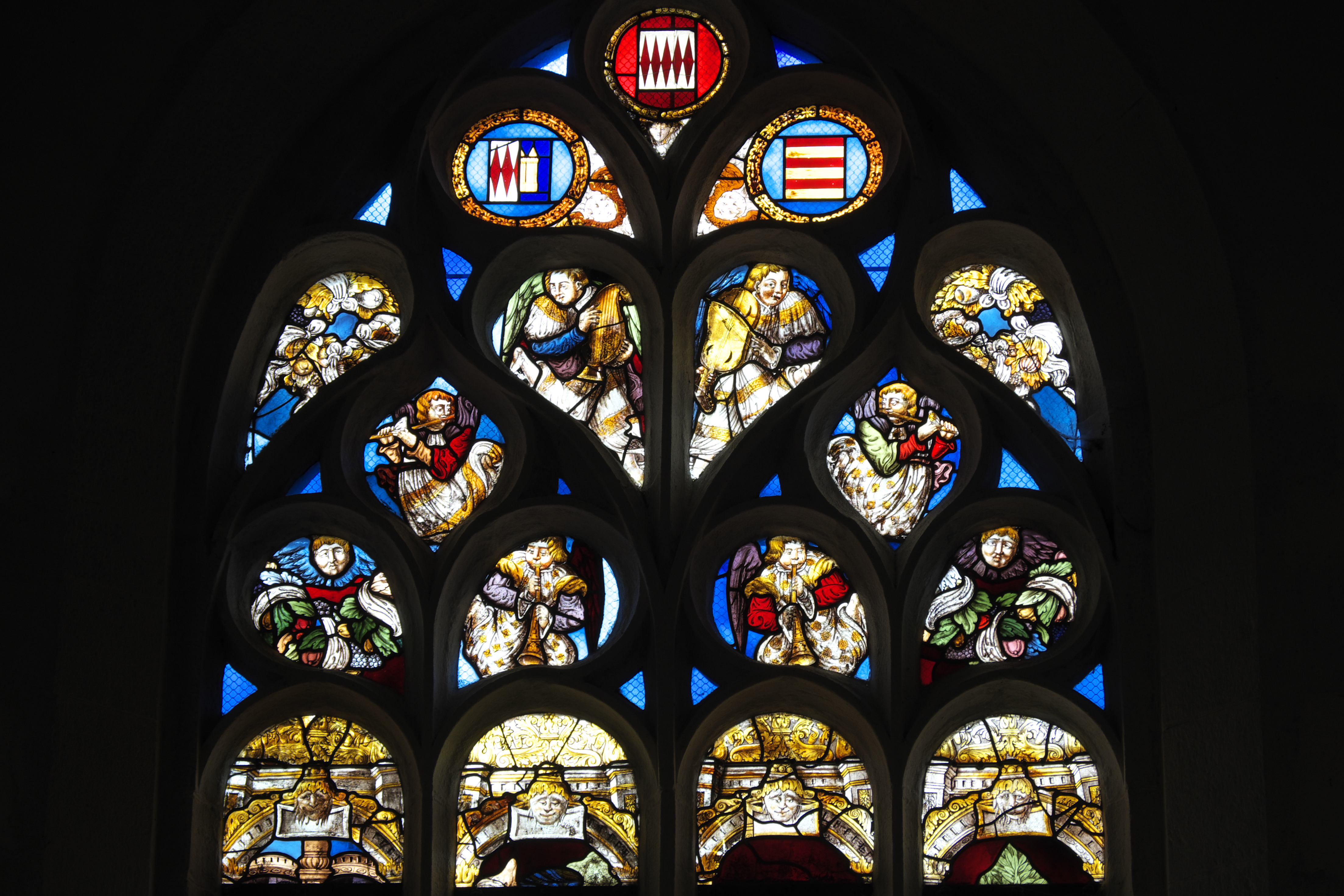
Maßwerk mit Wappen und musizierenden Engeln